# Brzezina (Silésie)
Pour les articles homonymes, voir Brzezina.
Brzezina (prononciation : [bʐɛˈʑina]) est une localité polonaise de la gmina de Toszek, située dans le powiat de Gliwice en voïvodie de Silésie.